# Cattedrale dei Santi Pietro e Paolo (Kaunas)
La basilica cattedrale dei Santi Pietro e Paolo (in lituano:  Kauno Sv. apaštalų Petro ir Povilo Arkikatedra Bazilika) è una cattedrale cattolica romana dell'arcidiocesi di Kaunas, Lituania.

## Storia
La data esatta in cui è stata edificata la prima chiesa in stile gotico dedicata agli apostoli santi Pietro e Paolo non è nota, ma la prima menzione in fonti scritte è attestata nel 1413. I lavori di costruzione dell'attuale basilica si sono conclusi solo nel 1624. La chiesa subì importanti danni durante scontri bellici nel 1655 e fu ricostruita nel 1671, guadagnando alcune caratteristiche rinascimentali. In seguito all'incendio del tetto nel 1732 venne ricostruita solo una delle torri. Come parte del rinnovamento, le decorazioni interne sono stati finanziate dal re Stanisław August Poniatowski nel 1771. La forma attuale dell'edificio è invece frutto di lavori di ristrutturazione a partire dal 1800.
La chiesa è stata promossa allo status di cattedrale da papa Leone XIII nel 1895 ma già dal 1864 la città era diventata la sede effettiva della diocesi di Samogizia. Ha ricevuto il titolo di basilica nel 1926, quando la allora diocesi di Samogizia è stata riorganizzata nella arcidiocesi metropolitana di Kaunas da papa Pio XI. La cattedrale, misurando 84 m di lunghezza, 28 m di altezza e 34 m di larghezza, è la più grande chiesa gotica in Lituania. La Basilica cattedrale di Kaunas è stata inserita nel Registro dei beni patrimonio culturale della Repubblica di Lituania nel 1996. Il cardinale lituano Vincentas Sladkevičius è stato sepolto nella basilica cattedrale di Kaunas nel 2000. Il papa Francesco ha visitato la cattedrale il 23 di settembre 2018 per una cerimonia con le persone consacrate della Lituania.